# Fijación Oral Vol. 1
Fijación Oral Vol. 1 – szósty album kolumbijskiej piosenkarki pop-rockowej Shakiry. Album zdobył wiele nagród, m.in. Latin Grammy Awards w pięciu kategoriach oraz Grammy Awards.

## Informacje o albumie
Album ukazał się dnia 3 czerwca 2005 w Irlandii, 6 czerwca 2005 w całej Europie oraz dnia 7 czerwca 2005 w Ameryce Północnej.
To pierwszy studyjny album Shakiry, po wydaniu "Laundry Service" w roku 2001. Jest także drugim krążkiem poświęconym w całości utworom hiszpańskim, po "¿Dónde Están los Ladrones?" z roku 1998. Angielskojęzyczna wersja albumu zatytułowana "Oral Fixation Vol. 2" została wydana dnia 29 listopada 2005. W grudniu 2005 roku Shakira wygrała nagrodę Grammy Awards w kategorii "Najlepszy latynoski, rockowy/alternatywny album" pokonując w tej kategorii hip-hopowy zespół Orishas oraz reggaetonową grupę Vico C.

## Lista utworów
| #   | Tytuł                                     | Autorzy                |      |
| --- | ----------------------------------------- | ---------------------- | ---- |
| 1.  | "En Tus Pupilas"                          | Shakira, Ochoa         | 4:21 |
| 2.  | "La Pared"                                | Shakira, Mendez        | 3:20 |
| 3.  | "La Tortura" (featuring Alejandro Sanz)   | Shakira, Ochoa         | 3:33 |
| 4.  | "Obtener Un Sí"                           | Shakira, Mendez        | 3:20 |
| 5.  | "Día Especial" (featuring Gustavo Cerati) | Cerati, Shakira, Ochoa | 4:22 |
| 6.  | "Escondite Inglés"                        | Shakira                | 3:10 |
| 7.  | "No"                                      | Shakira, Mendez        | 4:47 |
| 8.  | "Las de la Intuición"                     | Shakira, Ochoa         | 3:41 |
| 9.  | "Día de Enero"                            | Shakira                | 2:55 |
| 10. | "Lo Imprescindible"                       | Shakira, Mendez        | 3:58 |
| 11. | "La Pared" [Wersja akustyczna]            | Shakira, Mendez        | 2:41 |
| 12. | "La Tortura" [Shaketon Remix]             | Shakira, Ochoa         | 3:12 |

## Wersje angielskie
- "En Tus Pupilas" hiszpańska wersja utworu "Something" z albumu Oral Fixation Vol. 2
- "Dia Especial" hiszpańska wersja utworu "The Day and The Time" z albumu Oral Fixation Vol. 2
- "Las de la Intuicion" hiszpańska wersja utworu "Pure Intuition" który nie pojawił się na żadnym albumie

## Lista sprzedaży
Fijación Oral Vol. 1 zadebiutował na liście Billboard 200 na pozycji #4 dnia 15 czerwca 2005. Jest to do tej pory najwyższy debiut hiszpańskojęzycznego albumu wydanego w Stanach Zjednoczonych. W ciągu pierwszego tygodnia od daty premiery w USA krążek sprzedał się w nakładzie 157.000 egzemplarzy. Po kilku godzinach od daty premiery w Wenezueli album uzyskał miano platyny, podobnie jak w Kolumbii i Meksyku, gdzie w ciągu jednego dnia od daty premiery wyprzedano cały nakład ztamtejszych sklepów. Fijación Oral Vol. 1 jest do tej pory jedynym w historii krążkiem, który znalazł się na liście German Album Chart. Do tej pory album sprzedał się w ponad 8 milionach egzemplarzy na całym świecie.

### Certyfikaty
| Kraj               | Najwyższa pozycja | Certyfikat | Sprzedaż   |
| ------------------ | ----------------- | ---------- | ---------- |
| Europa             | 1                 | 8xPlatyna  | 3,000,000  |
| USA                | 4                 | Platyna    | 900,000    |
| Kolumbia           | 1                 | 19xPlatyna | 980.000    |
| Meksyk             | 1                 | 6xPlatyna  | 615,000    |
| Hiszpania          | 1                 | 4xPlatyna  | 960,000    |
| Niemcy             | 1                 | Platyna    | 200,000    |
| Rosja              | 4                 | Platyna    | 175,000    |
| Holandia           | 6                 | Platyna    | 170.000    |
| Szwajcaria         | 3                 | Platyna    | 140.000    |
| Austria            | 4                 | Platyna    | 130.000    |
| Wenezuela          | 1                 | 6xPlatyna  | 600,000    |
| Chile              | 1                 | 3xPlatyna  | 300,000    |
| Francja            | 1                 | Złoto      | 170,000    |
| Włochy             | 1                 | Złoto      | 170.000    |
| Brazylia           | 9                 | 5xPlatyna  | 552.400    |
| United World Chart | 5                 | 4xPlatyna  | 8,000,000+ |